# Jesup (Iowa)
Jesup ist eine Kleinstadt (mit dem Status „City“) im Buchanan County und zu einem kleinen Teil im Black Hawk County im US-amerikanischen Bundesstaat Iowa. Das U.S. Census Bureau hat bei der Volkszählung 2020 eine Einwohnerzahl von 2.508 ermittelt.

## Geografie
Jesup liegt im mittleren Nordosten Iowas, rund sechs Kilometer südlich des Wapsipinicon Rivers, einem rechten Nebenfluss des Mississippis. Dieser bildet rund 120 Kilometer östlich die Grenze Iowas zu Wisconsin und Illinois.
Die Stadt erstreckt sich über eine Fläche von 4,61 km². Der größte Teil von Jesup liegt in der Perry Township und der Westburg Township des Buchanan County, während der kleinere Teil in der Fox Township des Black Hawk County liegt.
Jesup liegt im östlichen Vorortbereich von Waterloo, dessen Zentrum rund 25,4 km westlich liegt. Weitere Nachbarorte von Jesup sind Fairbank (19,3 km nördlich), Hazleton (28,2 km nordöstlich), Independence (15,1 km östlich), Brandon (22,9 km südsüdöstlich), La Porte City (27,5 km südwestlich), Gilbertville (19,4 km westsüdwestlich), Evansdale (20 km westlich) und Dunkerton (18,7 km nordwestlich).
Die neben Waterloo nächstgelegenen weiteren größeren Städte sind Rochester in Minnesota (206 km nördlich), Dubuque an der Schnittstelle der Staaten Iowa, Wisconsin und Illinois (123 km östlich), Cedar Rapids (71,3 km südöstlich) und Iowas Hauptstadt Des Moines (203 km südwestlich).

## Verkehr
Etwa zwei Kilometer südlich führt in West-Ost-Richtung der zum Freeway ausgebaute U.S. Highway 20. Parallel dazu führt der Iowa State Highway 939 als Hauptstraße durch Jesup. Alle weiteren Straßen sind untergeordnete Landstraßen, teils unbefestigte Fahrwege sowie innerörtliche Verbindungsstraßen.
Parallel zum IA 939 führt eine Eisenbahnlinie der Canadian National Railway (CN) durch das Stadtgebiet von Jesup.
Der nächstgelegene Flughafen ist der 34,3 km westnordwestlich gelegene Waterloo Regional Airport, von wo aus durch Zubringerflüge mehrerer Fluggesellschaften Anschluss an die Großflughäfen Chicago O’Hare und Minneapolis-Saint Paul hergestellt wird.

## Geschichte
Im Jahr 1858 wurde die Stelle der heutigen Stadt mit dem Bau einer Eisenbahnstrecke erstmals von Weißen besiedelt. Der Name der Siedlung geht auf den Eisenbahnmanager Morris K. Jesup zurück. Die erste Schule in Jesup wurde 1865 errichtet.
Nach dem Bürgerkrieg setzte eine rasante Entwicklung der Siedlung ein, sodass 1876 Jesup als selbstständige Gemeinde inkorporiert wurde.

### Bevölkerungsentwicklung
Im Jahr 2010 hatte Jesup 2520 Einwohner in 982 Haushalten. Die Bevölkerungsdichte betrug 546,6 Einwohner pro Quadratkilometer.
Ethnisch betrachtet setzte sich die Bevölkerung zusammen aus 98,2 Prozent Weißen, 0,3 Prozent Afroamerikanern sowie 0,2 Prozent Asiaten; 1,3 Prozent stammten von zwei oder mehr Ethnien ab. Unabhängig von der ethnischen Zugehörigkeit waren 1,4 Prozent der Bevölkerung spanischer oder lateinamerikanischer Abstammung.
27,7 Prozent der Bevölkerung waren unter 18 Jahre alt, 58,8 Prozent waren zwischen 18 und 64 und 13,5 Prozent waren 65 Jahre oder älter. 52,1 Prozent der Bevölkerung waren weiblich.
Das mittlere jährliche Einkommen eines Haushalts lag bei 56.741 USD. Das Pro-Kopf-Einkommen betrug 29.486 USD. 8,1 Prozent der Einwohner lebten unterhalb der Armutsgrenze.